# Pandemija COVID-19 na Farskim otocima
Dolazak pandemije COVID-19 na Farske otoke, autonomni teritorij Danske, potvrđen je u ožujku 2020. godine. Od 26. travnja potvrđena stopa infekcije je 1 slučaj na 280 stanovnika, jedna od najviših stopa u svijetu, ali arhipelag je također testiran na vrlo visokoj učestalosti, broj testova jednak je 13,5 % stanovništva (među svim svjetskim zemljama samo je na Islandu testirano otprilike sličan broj po glavi stanovnika). Velika većina potvrđenih slučajeva bila je asimptomatska ili blaga; nekoliko ih je primljeno u bolnicu, ali od 26. travnja nije bilo nijednog zaprimljenog pacijenta u bolnici, samo je 9 osoba bilo inficirano (ostali su se oporavili), a smrtnih slučajeva nije bilo. Velika većina potvrđenih slučajeva bila je asimptomatska ili blaga; mali broj pacijenata je primljen u bolnicu, Posljednja osoba se oporavila 8. svibnja i na Farskim otocima još nisu poznati aktivni slučajevi. Vlada je 9. svibnja otoke proglasila slobodnima od COVID-19 pripisavši zasluge zajedničkom duhu stanovništva.
Na Farskim su otocima bila dva vala slučajeva COVID-19, prvi je bio u ožujku i travnju, a drugi u srpnju i kolovozu. Velika većina potvrđenih slučajeva bila je asimptomatska ili blaga; nekolicina je primljena u bolnicu ali nitko nije umro.  Među početnih 187 slučajeva, posljednja se osoba oporavila 8. svibnja. Nakon gotovo dva mjeseca bez poznatih slučajeva, jedan je potvrđen 4. srpnja kada je osoba imala pozitivan test na ulasku na teritorij, a 19. srpnja tročlana obitelj bila je pozitivno na ulasku.
Od 9. rujna 2020. zabilježeno je 415 potvrđenih slučajeva. Među njima nema umrlih, 410 se oporavilo, a 1 je u bolnici, a nitko na intenzivnoj njezi.  Od 9. rujna nije bilo slučaja COVID-19 u unutrašnjosti od 20. kolovoza 2020.

## Pozadina
Za značajno uzgajanje lososa na otocima potrebna je testna oprema za provjeru protiv lososovog isavirusa, koji je upotrebljen 2009. protiv pandemija virusa H1N1/09. Oprema je prilagođena za testiranje na COVID-19, a spremna je do veljače 2020. za testiranje 600 dnevno, umjesto dana čekanja da se uzorci pošalju u Dansku na testiranje. Uobičajena strategija epidemije ispitivanja i praćenja slučajeva bolesti u većini je zemalja napuštena jer je njihov zdravstveni sustav pretrpan. Farski otoci, poput Islanda, vide se kao iznimka zbog velikog kapaciteta testiranja u odnosu na veličinu njegove populacije; minijaturni laboratorij s lekcijama o tome kako se nositi s bolešću.

## Statistike
| Općina             | slučajevi prije 1. srpnja | slučajevi nakon 1.srpnja |
| ------------------ | ------------------------- | ------------------------ |
| Suðurstreymoy      | 95                        | 100                      |
| Norðoyggjar        | 45                        | 2                        |
| Eysturoy           | 21                        | 19                       |
| Vágar              | 12                        | 4                        |
| Norðstreymoy       | 11                        | 7                        |
| Sandoy i Suðuroy   | 3                         | 19                       |
| Neregistrirani     | 0                         | 2                        |
| Stranci            | 0                         | 72                       |
| ukupno             | 187                       | 225                      |
| Od 11. rujna 2020. |                           |                          |

## Vanjske poveznice
- epidemic-stats  Arhivirana inačica izvorne stranice od 12. studenoga 2021. (Wayback Machine)
- visalist-coronavirus-faroeislands